# Missaal voor de zon- en feestdagen
Het Missaal voor de zon- en feestdagen is een missaal voor de zon- en feestdagen van de Rooms-Katholieke Kerk in  Nederland. Het werk werd, door de Nationale Raad voor Liturgie, voor het eerst gepubliceerd in 1973 en was een rechtstreeks gevolg van de liturgiehervormingen van het Tweede Vaticaans Concilie. Dit concilie bepaalde ten eerste dat de Mis voortaan ook in de volkstaal gevierd kon worden en dat de celebrerend priester voortaan niet meer de Eucharistie zou vieren, gewend naar het hoogaltaar  (en met zijn rug naar de geloofsgemeenschap) maar (met zijn gezicht naar de geloofsgemeenschap) achter een daartoe in het priesterkoor opgesteld tafelaltaar. 
Ten opzichte van het tot dan toe gebruikelijke Missale Romanum vond nog een wijziging zijn weg naar dit Nederlandstalig missaal. Tot het Tweede Vaticaans Concilie lag precies vast welke Bijbelteksten op welke zondagen gelezen zouden worden. Deze cyclus werd jaarlijks herhaald. De Concilievaders vonden dat de gelovigen recht hadden op meer Bijbellezing en bepaalde daarom, in de constitutie Sacrosanctum Concilium: 
Om het voedsel van Gods woord voor de gelovigen overvloediger te maken, moeten de schatten van de bijbel in ruimere maten worden geopend, en wel zó, dat binnen een bepaald aantal jaren de voornaamste delen van de heilige Schrift aan het volk worden voorgelezen.
Daarom werd besloten om voortaan de Bijbelteksten onder te brengen in een A-, B-, en C-cyclus, waarbij de te lezen Bijbelpassages dus in een cyclus van drie jaar steeds zouden wijzigen. In het Missaal zijn deze verschillende cycli opgenomen. Het Missaal vangt aan bij het begin van het kerkelijk jaar, dus bij de Advent. Naast de teksten die worden gebruikt bij de Mis, bevat het Missaal ook een bloemlezing uit de meest bekende gezangen voor de liturgie, en een uitgebreide collectie gebeden voor privégebruik. 